# 24 tháng 7
Ngày 24 tháng 7 là ngày thứ 205 (206 trong năm nhuận) trong lịch Gregory. Còn 160 ngày trong năm.

## Sự kiện
- 1162 – Tống Cao Tông cử hành lễ nhượng hoàng vị Nam Tống cho một người họ hàng xa là Thái tử Triệu Thận, tức Tống Hiếu Tông.
- 1487 – Công dân Leeuwarden, người Hà Lan đình công khi bị áp lệnh cấm bia nước ngoài.
- 1567 – Nữ vương Mary Stuart của Scotland buộc phải thoái vị, bị con trai là James VI mới 1 tuổi thay thế.
- 1712 – Chiến tranh Kế vị Tây Ban Nha: Quân Pháp giành thắng lợi quyết định trước liên quân Hà Lan - Phổ trong trận Denain, nước Pháp được giải nguy.
- 1848 – Quân Áo bắt đầu giao chiến với quân Sardegna trong trận Custoza (1848).
- 1911 – Nhà thám hiểm người Mỹ Hiram Bingham III tái khám phá Machu Picchu, "Thành phố bị lãng quên của người Inca".
- 1923 – Ký kết Hiệp ước Lausanne tại Thụy Sĩ, định ra đường biên giới hiện đại của Thổ Nhĩ Kỳ.
- 1968 – 10 nữ thanh niên xung phong đã bị bom Mỹ vùi ở Ngã ba Đồng Lộc (Hà Tĩnh), sự kiện nổi bật hay nhắc tới trong chiến tranh Việt Nam.
- 1993 – Việt Nam công bố Luật Đất đai.
- 1997 – Sau 290 nǎm hợp nhất, Chính phủ Anh trao cho Scotland quyền lập pháp, thu thuế, và có tiếng nói riêng tại Liên minh châu Âu.
- 2013 – Một vụ tai nạn xe lửa xảy ra tại Santiago de Compostela, Galicia, Tây Ban Nha, khiến hơn hai trăm người thương vong.

## Sinh
- 1725 – John Newton, mục sư người Anh (m. 1807)
- 1757 – Vladimir Borovikovsky, họa sĩ người Nga (m. 1825)
- 1783 – Simón Bolívar, người giải phóng Nam Mỹ (m. 1830)
- 1786 – Joseph Nicollet, nhà Toán học và thám hiểm người Nga (m. 1843)
- 1794 – Johan Georg Forchhammer, nhà địa chất người Đan Mạch (m. 1865)
- 1802 – Alexandre Dumas, nhà văn người Pháp (m. 1870)
- 1803 – Adolphe Charles Adam, nhà soạn nhạc người Pháp (m. 1856)
- 1808 – Nguyễn Thị Xuyên, phong hiệu Nhị giai Thục phi, phi tần của vua Thiệu Trị (m. 1885)
- 1826 – Ivan Bloch, nhà lý luận quân sự và hoạt động vì hoà bình (m. 1902)
- 1828 – Sécnưsépxki là nhà vǎn, nhà phê bình, nhà dân chủ cách mạng Nga (m. 1889)
- 1851 – Friedrich Schottky, nhà toán học người Đức (m. 1935)
- 1853 – William Gillette, diễn viên, nhà biên kịch người Mỹ (m. 1937)
- 1856 – Charles Émile Picard, nhà toán học người Pháp (m. 1941)
- 1857 – Henrik Pontoppidan, nhà văn người Đan Mạch, nhận giải thưởng Nobel (m. 1943)
- 1860 – Alfons Mucha, nghệ sĩ người Séc (m. 1939)
- 1864 – Frank Wedekind, nhà văn người Đức (m. 1918)
- 1874 – Oswald Chambers, nhà văn Cơ–đốc (m. 1917)
- 1878 – Lord Dunsany, nhà văn người Ai–len (m. 1957)
- 1880 – Ernest Bloch, nhà soạn nhạc người Thụy Sĩ (m. 1959)
- 1895 – Robert Graves, nhà biên kịch người Anh (m. 1985)
- 1897 – Amelia Earhart, phi công người Mỹ (m. 1937)
- 1899 – Chief Dan George, nam diễn viên Meti (m. 1981)
- 1908 – Cootie Williams, nhạc công chơi kèn trumpet người Mỹ (m. 1985)
- 1916 – John D. MacDonald, tiểu thuyết gia người Mỹ, (m. 1986)
- 1917 – Robert Farnon, nhạc trưởng, nhạc sĩ và người soạn nhạc gốc Canada (m. 2005)
- 1920 – Bella Abzug, nữ Nghị sĩ Hoa Kỳ từ New York (m. 1998)
- 1931 – Éric Tabarly, thủy thủ người Pháp (m. 1998)
- 1933 – Doug Sanders, người chơi gôn Mỹ
- 1936 – 
  - Ruth Buzzi, nữ diễn viên, người Mỹ
  - Mark Goddard, nam diễn viên người Mỹ
- 1940 – Stanley Hauerwas, nhà thần họkc Mỹ
- 1942 – Chris Sarandon, nam diễn viên người Mỹ
- 1945 – Azim Premji, thương nhân Ấn Độ
- 1947 – 
  - Robert Hays, nam diễn viên người Mỹ
  - Peter Serkin, nghệ sĩ piano người Mỹ
- 1949 – 
  - Michael Richards, biên kịch hài kịch Mỹ
  - Yves Duteil, ca sĩ, nhạc sĩ Pháp
- 1951 – 
  - Lynda Carter, nữ diễn viên người Mỹ
  - Chris Smith, chính khách Anh
- 1952 – Gus Van Sant, đạo diễn Mỹ
- 1957 – Pam Tillis, ca sĩ người Mỹ
- 1961 – Kerry Dixon, cầu thủ gốc Anh
- 1963 – 
  - Paul Geary, nhạc sĩ người Mỹ
  - Julie Krone, vận động viên đua ngựa người Mỹ
  - Karl Malone, vận động viên bóng rổ người Mỹ
- 1964 – 
  - Barry Bonds, vận động viên bóng chày người Mỹ
  - PJ Phillips, nhạc sĩ người Anh
- 1965 – Kadeem Hardison, nam diễn viên người Mỹ
- 1966 – Martin Keown, cầu thủ người Anh
- 1968 – 
  - Kristin Chenoweth, ca sĩ, diễn viên Mỹ
  - Laura Leighton, nữ diễn viên Mỹ
- 1969 – 
  - Rick Fox, vận động viên bóng rổ Canada
  - Jennifer Lopez, nữ ca sĩ, diễn viên người Mỹ
- 1970 – Stephanie Adams, người mẫu Mỹ
- 1971 – John Partridge, ca sĩ người Anh
- 1975 – 
  - Torrie Wilson, vận động viên đô vật Mỹ
  - Eric Szmanda, nam diễn viên người Mỹ
- 1976 – 
  - Nate Bump, vận động viên bóng chày người Mỹ
  - Tiago Monteiro, tay đua công thức một Bồ Đào Nha
- 1977 – Mehdi Mahdavikia, cầu thủ người Iran
- 1979 – 
  - Stat Quo, rapper Mỹ
  - José Valverde, vận động viên bóng chày Mỹ
- 1981 – Summer Glau, nữ diễn viên người Mỹ
- 1982 – 
  - Anna Paquin, nữ diễn viên người New Zealand gốc Canada
  - Elise Crombez, siêu mẫu Bỉ
- 1983 – Daniele De Rossi, cầu thủ người Ý
- 1984 – John Dhani Lennevald, ca sĩ Thụy Điển
- 1985 – Patrice Bergeron, vận động viên khúc côn cầu Canada
- 1986 – Natalie Tran, video blogger người Úc gốc Việt
- 1987 – Mara Wilson, nữ diễn viên người Mỹ
- 1989 - Jun Phạm, ca sĩ, diễn viên, người Việt Nam
- 1990 – Daveigh Chase, nữ diễn viên người Mỹ
- 1998 - Bindi Irwin, nữ ca sĩ, diễn viên Australia/Mỹ

## Mất
- 1973 – Dương Ngọc Lắm, Thiếu tướng Quân lực Việt Nam Cộng hòa (s. 1924)
- 2014 – Toàn Shinoda, Vlogger (s. 1987)
- 2020 – Regis Philbin (s. 1931)
- 2023: 
  - Hoàng Phủ Ngọc Tường, nhà văn Việt Nam (s. 1937)
  - Morimura Seiichi, tiểu thuyết gia người Nhật Bản (s. 1933).[1]